# Chéki (village)
Chéki est un village de la région de Şəki en Azerbaïdjan.

## Géographie
Le village de Chéki de la région de Şəki est situé dans la circonscription administrative du village de Chéki.

## Population
Selon les statistiques de 2009, la population du village est de 2457 personnes.